# Ягупов Роман Юрійович
Роман Юрійович Ягупов — вокаліст, флейтист, автор пісень, незмінний фронтмен відомого молдавського етно-хардкор гурту «Zdob Si Zdub».

## Біографія
Роман Ягупов народився 13 вересня 1973 р. у Волгограді.
Закінчив Інститут фізкультури та спорту.
- У 1994 році став вокалістом гурту Здоб ші Здуб, яким почав опікуватися продюсер Ігор Динга.
- У 1994 році разом з гуртом взяв участь у фестивалі «Учитесь плавать -1» у Москві, де вперше гурт з'являється під назвою «Здоб ші Здуб».
- В липні 1996 «Zdob și Zdub» беруть участь в фестивалі «Учитесь плавать-2», де виступають на разігріві групи «Rage Against the Machine». Для фестиваля записується пісня «Hardcore Moldovenesc», що стала хітом і принесла популярність гурту.